# 前島恭兵
前島 恭兵（まえじま きょうへい、1989年3月8日 - ）は、日本の男性声優。長野県出身。フリー。

## 経歴
東京アニメーター学院出身。同期に八重畑由希音、衣川里佳、先輩に田中進太郎などがいる。
東京アニメーター学院卒業後、事務所所属を経て、2019年からはフリーの声優として活動。
2020年からは東京アニメーター学院時代の恩師が購入した千葉にある山林の整備や山中に建てられていた古民家、納屋を修繕する活動を動画にしたYouTubeチャンネルを恩師や専門学校時代の仲間と共に開始。
2022年5月現在は吹き替え作品のみならずTVアニメ作品にも出演することを主な目標とし、声優として顔と名前を今よりも更に知ってもらうために前述のYouTubeチャンネル『恩師が突然、山を買いました』にレギュラー出演。動画制作、配信も継続して行いつつ、同山中にある納屋で生活しながらフリーの声優として活動している。

## 人物
趣味はTVゲーム。
東京アニメーター学院時代の仲間からは“きょーちゃん”の愛称で呼ばれる。
2020年末に東京の自宅を引き払って上述の千葉山中に引っ越したが古民家の著しい損壊と活動資金の不足により修繕が一時休止となったため、2022年5月現在は隣接する納屋を古民家の廃材や山中の竹材、YouTubeチャンネル視聴者からの支援物資で修繕しながら生活している。
『恩師が突然、山を買いました』では主に専門学校時代の恩師であるアニメプロデューサーの清水陽介、後輩声優の廣瀬亜梨沙と共にレギュラー出演。生配信を行う際は廣瀬と『また逢う日まで』を歌って配信を終了することが恒例となっている。
2022年5月に「声優でギリ食えている人」としてテレビ番組『発見！ギリギリのギリ』に出演。声優や山中での活動、普段の生活が密着取材され、インタビューでは声優業での収入や「TVアニメにも出演してみたい」という今後の声優としての夢などについて語る姿が放送された。

## 出演
太字はメインキャラクター。

### 吹き替え

#### 映画
- ドラゴン・フォース 聖剣伝説
- 弾丸刑事（デカ）怒りの奪還（スピーディ）
- ぼくを探しに（ジェジェ）
- インフェクション/感染
- ザ・トランスポーター
- ブルーリベンジ
- マシンガン・ツアー　～リトアニア強奪避航～（ベテラン刑事）
- S.W.A.T. ユニット571 人質奪還作戦（マテオ）
- T.I.M. ティム
- ONE SHOT（スミス）
- スカイ・イーグル（トゥンチ）
- リトル・バード　ボクたちの世界大冒険！（フレック）
- 提督の艦隊
- シー・バトル 戦艦クイーン・エリザベスを追え!!（マスクラット）
- 白髪妖魔伝
- フェニックス・インシデント 襲来（記者、マーク）
- コンテンダー（テレンス・ホール）
- ブラック・オプス　超極秘任務（エディ）
- ダーク・エンジェル 闇を支配した男
- ムカデ人間3
- 名もなき塀の中の王（ムバラク）
- パシフィック・トレジャー 大日本帝国の黄金伝説を追え！（東條英機）
- 喰らう家（ジョー）
- ロストメモリーB7／LOST MEMORY B7
- きみといた2日間
- カットバンク(チャンス）
- デイライツ・エンド（トレントン）
- レジェンド・オブ・ゴースト 〜カンタヴィル城と秘密の部屋〜（ベルニエ）
- プロヴァンスの休日（ジェラール）
- アラジン 〜新たなる冒険〜
- エスコバル　楽園の掟（フアン）
- 皆殺しのジャンゴ/復讐の機関砲（ウォルコット）
- AT EYE LEVEL
- ヒットマンズ・ハリケーン（フランシスコ）
- 奪還 －ホステージ－（サンカ）
- コンタクト ー消滅領域ー（JB）
- リベンジャー・スクワッド 宿命の荒野（ハナ）
- アサルト・ベレー 緋色の奪還作戦（メフメット）
- ヒットマンズ・ハリケーン
- エージェント・トリガー（ニコラス・ショー）
- スナイパー 孤高の弾丸（ラスール）

#### ドラマ
- マイ・ヒーリング・ラブ～あした輝く私へ～
- カンテク〜運命の愛〜（クォン・イクス）
- 真心が届く～僕とスターのオフィス・ラブ！？～（イム検事）

#### アニメ
- 動物園通り64番地（バオバオ）
- 小さな機関車　リトル・エンジン（エクスプレス）

#### 他
- ゆうやのおもちゃ箱（ダル蔵）

### ゲーム
- A3!（長谷川悠一）
- 戦国大河（織田信忠）

### アニメ
- 灰と幻想のグリムガル（義勇兵F）

### ナレーション

#### テレビ
- COWCOWのまるまるラーメン最前線（2021年 - 、 BSフジ ）

#### CM
- 中村工業（2019年）

#### WEB
- 恩師が突然、山を買いました（2021年 - ）
- 黒羽 麻璃央さんの堺市の文化・歴史にふれる旅（2022年3月29日、堺動画チャンネル）

### 出演

#### テレビ番組
- 発見！ギリギリのギリ（2022年5月4日、 フジテレビ ）

#### WEB
- 恩師が突然、山を買いました（2021年 - ）